# Lista de deputados federais do Brasil da 28.ª legislatura
A Câmara dos Deputados é o representante dos estados no Congresso Nacional do Brasil. Foi criado junto com a constituição imperial brasileira de 1824, nos primeiros anos do Império do Brasil, sendo esta outorgada.
A 28ª legislatura teve início em 1° de fevereiro de 1909 e se encerrou em 31 de janeiro de 1911.

## Deputados federais
| Os 205 Deputados desta legislatura         |
| Alagoas (9)                                |
| ------------------------------------------ |
| Manuel Gomes Ribeiro                       |
| Natalício Camboim de Vasconcelos           |
| Manuel de Sampaio Marques                  |
| Sousa Dantas                               |
| Amazonas (7)                               |
| Gabriel Salgado                            |
| Bahia (22)                                 |
| José Joaquim Seabra                        |
| Pedro Vicente Viana                        |
| Pedro Leão Veloso Filho                    |
| Antônio Calmon du Pin e Almeida            |
| Antônio da Costa Pinto Dantas              |
| Bernardo José Jambeiro                     |
| João Mangabeira                            |
| Pedro Mariani Júnior                       |
| Ceará (17)                                 |
| Espírito Santo (7)                         |
| Domingos Vicente                           |
| Artur Vieira Peixoto                       |
| Goiás (7)                                  |
| Urbano de Gouveia                          |
| Antônio Ramos Caiado                       |
| Maranhão (9)                               |
| Francisco da Cunha Machado                 |
| Cristino Cruz                              |
| Mato Grosso (7)                            |
| Joaquim Augusto da Costa Marques           |
| Minas Gerais (37)                          |
| Francisco Luís da Veiga                    |
| Pandiá Calógeras                           |
| João Luís de Campos                        |
| José Moreira Brandão Castelo Branco Filho  |
| Augusto Viana do Castelo                   |
| Joaquim Domingues Leite de Castro          |
| José Monteiro Ribeiro Junqueira            |
| Antônio Pinheiro Lobo de Meneses Jurumenha |
| Olegário Maciel                            |
| Cristiano Pereira Brasil                   |
| Carlos Peixoto de Melo Filho               |
| João Nogueira Penido                       |
| Francisco Bressane                         |
| Pará (9)                                   |
| Deoclécio Marinho de Campos                |
| Geminiano de Lira Castro                   |
| Paraíba (10)                               |
| Pedro Vicente de Azevedo                   |
| Paraná (9)                                 |
| Carlos Cavalcanti                          |
| Pernambuco (19)                            |
| José Mariano Carneiro da Cunha             |
| José de Cupertino Coelho Cintra            |
| José Marcelino da Rosa e Silva             |
| Piauí (7)                                  |
| Raimundo de Arêa Leão                      |
| Félix Pacheco                              |
| Rio de Janeiro (17)                        |
| Raul de Morais Veiga                       |
| Aníbal Teixeira de Carvalho                |
| João Carlos Teixeira Brandão               |
| Manuel Rodrigues Peixoto                   |
| José Carlos de Matos Peixoto               |
| Afonso Pena Júnior                         |
| Manoel Monteiro Lopes                      |
| Belisário Penna                            |
| Landulfo Machado Magalhães                 |
| Rio Grande do Norte (7)                    |
| João Lindolfo Câmara                       |
| Vicente Inácio Pereira                     |
| Omar O'Grady                               |
| Gentil Ferreira de Sousa                   |
| José Augusto Varela                        |
| Rio Grande do Sul (22)                     |
| Manoel de Campos Cartier                   |
| José Carlos de Carvalho Júnior             |
| Germano Hasslocher Filho                   |
| Francisco Antunes Maciel                   |
| Joaquim Antônio da Cruz                    |
| João Frederico Abbott                      |
| Santa Catarina (9)                         |
| Vidal Ramos                                |
| São Paulo (22 )                            |
| Álvaro Augusto da Costa Carvalho           |
| José Valois de Castro                      |
| Sergipe (7)                                |
| Joviniano Joaquim de Carvalho              |
| Antônio Pedro da Silva Marques             |